# デニス・プリーストリー
デニス・プリーストリー（Dennis Priestley、1950年7月16日 - ）は、イングランドの元プロダーツプレイヤー。

## 概要
1990年代から2010年代にかけ、BDO、PDCの両団体においてトッププレイヤーであった。
1991年のBDOワールド・ダーツ・チャンピオンシップでは初出場ながら、決勝でエリック・ブリストウを破り、8人目のワールド・チャンピオンとなった。
1993年にBDOから独立しWDC (現在のPDC) を創設してからは、ハイレベルな試合を数多く演じ、草創期のPDCを盛り上げた。
1994年に初開催されたWDCワールド・ダーツ・チャンピオンシップ (現在のPDCワールド・ダーツ・チャンピオンシップ) では決勝でフィル・テイラーを破り、初代王者ならびに初めて両団体でワールド・チャンピオンに輝いた選手となった。
90年代を通じてテイラーの最も強力なライバルであった彼は1992年のワールド・マスターズチャンピオンでもあり、1994年11月から95年4月にかけてWDC世界ランキング1位であった。

## 来歴
プリーストリーがプロダーツの世界に入るのは1989年のことで、すでに40歳に近かったが、すぐにトッププレイヤーに上り詰めた。この年にはダーツ界で最も歴史ある大会であるニュース・オブ・ザ・ワールド・ダーツ・チャンピオンシップの決勝に進出し、デイブ・ウィットコムに敗れた。翌年のワールド・マスターズではベスト4まで残った。1991年のBDOワールド・ダーツ・チャンピオンシップでのプリーストリーの活躍は大会史に残るものとなった。初戦で第8シードのマグナス・カリスを破ると、準々決勝では現チャンピオンでありトップシードのフィル・テイラーを4-3 (セット) で撃破し、衝撃をもたらした。準決勝ではボブ・アンダーソンを5-2で倒し、決勝ではエリック・ブリストウを6-0の完封で下した。プリーストリーの3ダーツ平均は、全試合で90を超えていた。
プリーストリーはその後多くのBDOオープンイベントで優勝し、トッププレイヤーとしての地位を確固たるものにした。これらの勝利には、1991年の英国マッチプレイ、1992年のウェールズ・オープン、同年のオーストラリアンマスターズなどが含まれる。プリーストリーはまた1992年のワールド・マスターズでも記録的なプレーをし、準決勝のアラン・ウォリナー＝リトル戦ではアベレージ107.13を叩き出した。決勝はマイク・グレゴリーとの対戦で、平均102.28でマスターズのタイトルを獲得した。ただワールド・チャンピオンシップでは不完全燃焼であり、1992年、93年共にベスト16止まりだった。1993年に他のメンバーと共に世界ダーツ評議会 (WDC) を創設すると、この時期にプリーストリーの調子は最高潮となった。テレビトーナメントである同年のWDCUKマッチプレイでは決勝でジョッキー・ウィルソンを下し初代王者となり、カナディアンオープンも制覇した。第1回開催となった1994年のWDCワールド・ダーツ・チャンピオンシップ (PDCワールド・ダーツ・チャンピオンシップ) にはトップシードで出場すると順当にグループステージを勝ち上がり、決勝では再びテイラーを、今度は6-1 (セット) で破って優勝を果たした。同年、初開催となったワールド・マッチプレイでもプリーストリーは大本命だったが、決勝でアメリカ人のラリー・バトラーに12-16 (レッグ) で逆転負けを喫した。
1994年の11月から翌年4月にかけ、プリーストリーはWDCにおけるトップランクのプレイヤーであった。1995年のワールド・チャンピオンシップでも第1シードであったが、ジョン・ロウへの敗北のため、グループステージで敗退となった。結局、この年のチャンピオンはライバルのフィル・テイラーであった。この時期から、テイラーはプリーストリーに対しその優位性を示すようになる。同年のワールド・マッチプレイでも両者は決勝で対峙するが、プリーストリーは11-16 (レッグ) で敗れ、再び準優勝となった。翌年のワールド・チャンピオンシップにおいて、両者のライバル関係はピークに達した。この2人によって争われた決勝は、その意味においても、しばしばPDC史上最高の試合の一つだと見なされている。プリーストリーの状態は試合を通じて素晴らしく、平均101.48を記録して世界選手権決勝で初めて平均値100超えを達成した選手となった。対するテイラーの平均も98.52であり、前例のない高水準の試合となった。一進一退の展開となったが、最後にはテイラーが抜け出し、6-4 (セット) で大会連覇を成し遂げた。同年のワールド・マッチプレイには第2シードで参加し、決勝まで進むも、対戦平均値100.51のピーター・エヴィソンに14-16 (レッグ) で敗退した。
この時期から2000年にかけて、プリーストリーはPDCにおいて最も安定したプレイヤーの一人であり、テイラーの強力なライバルであり続けたにもかかわらず、メジャータイトルを獲得できなかった。1997年のワールド・チャンピオンシップは準決勝でエヴィソンに5-4 (セット) で雪辱したのち、再び決勝でテイラーと相まみえたが、平均100.91のテイラーの前に3-6 (セット) の逆転で屈した。同年のワールド・マッチプレイでは準々決勝で敗れ、初めて決勝進出を逃した。翌年のワールド・チャンピオンシップの決勝は3年連続で対テイラーとなったが、今度は0-6 (セット) というスコアで、プリーストリーは試合を通じて2レッグしか取得できなかった。初開催の1998年のワールド・グランプリではベスト8であった。翌1999年のワールド・チャンピオンシップは初戦敗退だったが、同年のワールド・マッチプレイは第1シードのロッド・ハリントンに敗れるまでに準決勝に達し、ワールド・グランプリではグループステージを勝ち抜いた後、準々決勝でシェイン・バージェスに敗れた。翌年、再びプリーストリーはワールド・チャンピオンシップの決勝の舞台に立つが、再度テイラーに、今度は3-7 (セット) で敗れ4度目の準優勝となった。プリーストリーはこの年のワールド・グランプリの準決勝で再びテイラーに挑戦するが、1-6 (セット) で敗退した。
翌2001年シーズンから、プリーストリーのパフォーマンスは急激に衰退していく。この年のワールド・チャンピオンシップは第5シードで臨んだが、初戦でキース・デラーにタイブレークの末2-3 (セット) で敗れた。同年のワールド・マッチプレイは第2ラウンド、ワールド・グランプリでは初戦でそれぞれ敗退した。翌年のワールド・チャンピオンシップで第14シードとなったプリーストリーはしかし、この大会でベスト8に残った。ただ本調子には程遠く、準々決勝でデイブ・アスキューに2-6 (セット) で敗れた。プリーストリーはこの年のメジャートーナメントの全てにおいてラスト16までに敗退した。それは翌2003年も同様であり、ワールド・チャンピオンシップでの初戦敗退をはじめとして、この時期のパフォーマンスは本来の調子からは程遠いものだった。翌年のワールド・チャンピオンシップでは第4ラウンドでテイラーとぶつかり、1-4 (セット) で敗れた。この年のUKオープンでプリーストリーはやや復調し、テリー・ジェンキンス、エイドリアン・グレイを破ってラスト16でジョン・パートと相まみえた。この試合でプリーストリーは6度の180得点を決めるなど奮闘したが、7-8 (レッグ) で敗れた。
翌2005年より、プリーストリーの調子は回復していった。この年のワールド・チャンピオンシップではラスト16でテイラーに0-4 (セット) で敗れ、ワールド・マッチプレイでもラスト16でテイラーとぶつかるが、ここでは最後まで食い下がり、13-15 (レッグ) と接戦を演じた。この年のワールド・グランプリでプリーストリーは久しぶりにメジャー大会の舞台で躍動し、第4シードのローランド・ショルテン、第5シードのウェイン・マードルらを破り準決勝に進み、そこで当時世界ランク1位のコリン・ロイドに敗れた。翌2006年シーズンをワールド・チャンピオンシップの第2ラウンドでのエイドリアン・ルイスに対する敗北でスタートさせたプリーストリーだったが、結果的にはこの年が復活の年となる。この年から始まったUSオープンでベスト4に残ると、同年のラスベガス・デザート・クラシックではテイラーに敗れるまでに準々決勝に進んだ。ワールド・マッチプレイでは再びテイラーを苦しめるも、13-16 (レッグ) で敗れ準決勝進出とはならなかった。ワールド・グランプリでプリーストリーは引き続き安定したプレーを見せ、エイドリアン・ルイス、ジェームズ・ウェイドといった期待の若手を次々打ち破るも、準決勝で再びテイラーに、今度は3-6 (セット) で敗れた。
前年の結果から大幅にランキングを上げたプリーストリーは第3シードとして2007年のワールド・チャンピオンシップに臨んだが、ラスト16でアンディ・ハミルトンに1-4 (セット) で敗退した。この年にプリーストリーの調子はやや落ち込み、主要なトーナメントでなかなか結果が出なかったが、初出場となったプレミア・リーグ・ダーツではグループステージを4位で通過し、プレーオフステージ (準決勝) に進んだ。しかしここでも、テイラーによって行く手を阻まれた。プリーストリーは同年に初開催となったグランド・スラム・オブ・ダーツにも招待されたが、グループステージで敗退した。第10シードとして臨んだ2008年のワールド・チャンピオンシップでは、初戦でスティーブ・メイシュに敗北を喫した。しかし、プリーストリーは再び調子を上げ始め、USオープンでは準決勝に達し、平均111.35のテイラーに敗れた。デザート・クラシックはテイラーに敗れるまでにラスト16に進み、ワールド・マッチプレイでは99年以来となる準決勝に達した。しかし、依然としてテイラーの壁は高く、今度は8-17 (レッグ) で敗れて決勝進出とはならなかった。その後のワールド・グランプリではベスト8、初開催のヨーロピアン・チャンピオンシップはラスト16であった。
プリーストリーは2009年のワールド・チャンピオンシップでも好調を維持し、ウォーレン・フレンチ, ジョン・マゴーワンを破ってラスト16まで勝ち進むも、オーストラリアのポール・ニコルソンに2-4 (セット) で敗れた。初開催であるプレイヤーズ・チャンピオンシップ・ファイナルズには第6シードで出場し、準々決勝まで勝ち進むも、第14シードのロバート・ソーントンに敗れた。その後のUKオープンでは4度目のラスト16に達するも、ケビン・ペインターに3-9 (レッグ) で敗退した。この年のデザート・クラシックは初戦を突破した後、テイラーに0-8 (レッグ) で完封負けを喫した。ワールド・グランプリでは初戦で第2シードのジェームズ・ウェイドを下し波乱を起こしたが、次戦で再びペインターに敗れた。翌年、60歳を迎えたプリーストリーはパフォーマンスが落ち始め、ワールド・チャンピオンシップを含め全てのメジャートーナメントで初戦を突破できなかった。2011年のワールド・チャンピオンシップに第22シードで参戦したプリーストリーは初戦を突破した後、最終的な準優勝者であるゲイリー・アンダーソンと高レベルな試合を演じたが、平均103.44のアンダーソンに2-4 (セット) で押し切られた。結局、この年のプリーストリーはメジャー大会はUKオープンとプレイヤーズ・チャンピオンシップ・ファイナルズにのみ参戦し、年度末のPDCオーダー・オブ・メリットの上位32位から脱落してしまったのである。
2012年、ランキングの低下からプリーストリーは1991年以来初めて世界選手権に出場できなかった。プリーストリーにとってこの年唯一のメジャートーナメントとなったUKオープンでは奮闘し、ケビン・ダウリング, アンディ・スミスを破りラスト16まで進んだが、最終的なチャンピオンであるロバート・ソーントンに5-9 (レッグ) で敗れた。プリーストリーは11月に入ってからプレイヤーズ・チャンピオンシップにおいて安定して上位に入り、11月中の4大会のうち3大会でベスト8に進み、そのうちの一つは決勝まで進んだが、サイモン・ウィットロックに敗れた。これらの結果、PDCプロツアー・オーダー・オブ・メリットのランキングで上位に入り、2013年のワールド・チャンピオンシップへの出場権を手にした。大会最年長として臨んだこの大会では初戦でベテランのロニー・バクスターとぶつかり、1-3 (セット) で敗れた。この年、プリーストリーはトーナメントにほとんど出場しなかったが、2013年シーズン終了時点での世界ランキングは51位であり、トップ64以内だったため翌年のツアーカードを保持した。プリーストリーの最後のプロツアーは2014年5月に行われたプレイヤーズ・チャンピオンシップ 8であり、初戦でテリー・テンプルに敗れた。
2015年の始め、プリーストリーはプロダーツからの引退と、エキシビションは引き続き行うことを発表した。

## 主な成績

### BDO世界選手権
- 7勝2敗 出場3回
- 優勝: 1回 (1991)
- 準優勝: 無し
- ベスト4: 無し
- ベスト8: 無し

### ワールドマスターズ
- 16勝2敗 出場3回
- 優勝: 1回 (1992)
- 準優勝: 無し
- ベスト4: 1回 (1990)
- ベスト8: 無し

### ワールドダーツ・トロフィー
- 1勝1敗 出場1回
- 優勝: 無し
- 準優勝: 無し
- ベスト4: 無し
- ベスト8: 無し

### インターナショナル・ダーツリーグ
- 0勝3敗 出場1回
- 優勝: 無し
- 準優勝: 無し
- ベスト4: 無し
- ベスト8: 無し

### ニュース・オブ・ザ・ワールド・ダーツ・チャンピオンシップ
- 3勝1敗 出場1回
- 優勝: 無し
- 準優勝: 1回 (1989)
- ベスト4: 無し
- ベスト8: 無し

### PDC世界選手権
- 32勝18敗 出場19回
- 優勝: 1回 (1994)
- 準優勝: 4回 (1996 - 98, 2000)
- ベスト4: 無し
- ベスト8: 1回 (2002)

### ワールドマッチプレー
- 27勝17敗 出場17回
- 優勝: 無し
- 準優勝: 3回 (1994 - 96)
- ベスト4: 2回 (1999, 2008)
- ベスト8: 2回 (1997, 2006)

### ワールドグランプリ
- 16勝14敗 出場13回
- 優勝: 無し
- 準優勝: 無し
- ベスト4: 3回 (2000, 05 - 06)
- ベスト8: 3回 (1998 - 99, 2008)

### ラスベガス・デザート・クラシック
- 7勝8敗 出場7回
- 優勝: 無し
- 準優勝: 無し
- ベスト4: 無し
- ベスト8: 1回 (2006)

### UKオープン
- 17勝10敗 出場10回
- 優勝: 無し
- 準優勝: 無し
- ベスト4: 無し
- ベスト8: 無し

### プレミア・リーグ・ダーツ
- 5勝3分7敗 出場1回
- 優勝: 無し
- 準優勝: 無し
- ベスト4: 1回 (2007)
- ベスト8: 無し

### グランドスラム・オブ・ダーツ
- 1勝2敗 出場1回
- 優勝: 無し
- 準優勝: 無し
- ベスト4: 無し
- ベスト8: 無し

### ヨーロピアン・チャンピオンシップ
- 1勝3敗 出場3回
- 優勝: 無し
- 準優勝: 無し
- ベスト4: 無し
- ベスト8: 無し

### プレーヤーズ・チャンピオンシップ・ファイナルズ
- 3勝3敗 出場3回
- 優勝: 無し
- 準優勝: 無し
- ベスト4: 無し
- ベスト8: 1回 (2009)

### 年度別成績
| 年   | BDO | BDO | PDC | PDC | PDC | PDC | PDC | PDC | PDC | PDC | PDC | PDC |
| 年   | WPC | WM  | WDC | WMP | WG  | LA  | UK  | PR  | GS  | EU  | CLD | PCF |
| ---- | --- | --- | --- | --- | --- | --- | --- | --- | --- | --- | --- | --- |
| 1990 | NJ  | SF  | NH  | NH  | NH  | NH  | NH  | NH  | NH  | NH  | NH  | NH  |
| 1991 | W   | L16 | NH  | NH  | NH  | NH  | NH  | NH  | NH  | NH  | NH  | NH  |
| 1992 | L16 | W   | NH  | NH  | NH  | NH  | NH  | NH  | NH  | NH  | NH  | NH  |
| 1993 | L16 | NJ  | NH  | NH  | NH  | NH  | NH  | NH  | NH  | NH  | NH  | NH  |
| 1994 | NJ  | NJ  | W   | F   | NH  | NH  | NH  | NH  | NH  | NH  | NH  | NH  |
| 1995 | NJ  | NJ  | GS  | F   | NH  | NH  | NH  | NH  | NH  | NH  | NH  | NH  |
| 1996 | NJ  | NJ  | F   | F   | NH  | NH  | NH  | NH  | NH  | NH  | NH  | NH  |
| 1997 | NJ  | NJ  | F   | QF  | NH  | NH  | NH  | NH  | NH  | NH  | NH  | NH  |
| 1998 | NJ  | NJ  | F   | L32 | QF  | NH  | NH  | NH  | NH  | NH  | NH  | NH  |
| 1999 | NJ  | NJ  | L32 | SF  | QF  | NH  | NH  | NH  | NH  | NH  | NH  | NH  |
| 2000 | NJ  | NJ  | F   | L16 | SF  | NH  | NH  | NH  | NH  | NH  | NH  | NH  |
| 2001 | NJ  | NJ  | L32 | L16 | L32 | NH  | NH  | NH  | NH  | NH  | NH  | NH  |
| 2002 | NJ  | NJ  | QF  | L32 | L32 | L16 | NH  | NH  | NH  | NH  | NH  | NH  |
| 2003 | NJ  | NJ  | L32 | L32 | L16 | GS  | L16 | NH  | NH  | NH  | NH  | NH  |
| 2004 | NJ  | NJ  | L16 | L16 | L16 | L16 | L16 | NH  | NH  | NH  | NH  | NH  |
| 2005 | NJ  | NJ  | L16 | L16 | SF  | NJ  | L64 | NJ  | NH  | NH  | NH  | NH  |
| 2006 | NJ  | NJ  | L32 | QF  | SF  | QF  | L32 | NJ  | NH  | NH  | NH  | NH  |
| 2007 | NJ  | NJ  | L16 | L16 | L32 | L32 | L16 | SF  | GS  | NH  | NH  | NH  |
| 2008 | NJ  | NJ  | L64 | SF  | QF  | L16 | L64 | NJ  | NJ  | L16 | GS  | NH  |
| 2009 | NJ  | NJ  | L16 | L32 | L16 | L16 | L16 | NJ  | NJ  | L32 | GS  | QF  |
| 2010 | NJ  | NJ  | L64 | L32 | L32 | NH  | L64 | NJ  | NJ  | L32 | GS  | L16 |
| 2011 | NJ  | NJ  | L32 | NJ  | NJ  | NH  | L32 | NJ  | NJ  | NJ  | GS  | L32 |
| 2011 | NJ  | NJ  | L32 | NJ  | NJ  | NH  | L32 | NJ  | NJ  | NJ  | GS  | NJ  |
| 2012 | NJ  | NJ  | NJ  | NJ  | NJ  | NH  | L16 | NJ  | NJ  | NJ  | NJ  | NJ  |
| 2013 | NJ  | NJ  | L64 | NJ  | NJ  | NH  | NJ  | NJ  | NJ  | NJ  | NJ  | NJ  |

注: 表中のNHは不開催, NJは非参加, QFは準々決勝敗退, SFは準決勝敗退, Fは準優勝, Wは優勝, GSはグループステージ敗退を示す。トーナメント表記は以下の通りである。
WPC: BDOワールド・プロフェッショナル・ダーツ・チャンピオンシップス, WM: ワールド・マスターズ, WDC: PDCワールド・ダーツ・チャンピオンシップ, WMP: ワールド･マッチプレイ, WG: ワールド・グランプリ, LA: ラスベガス・デザート・クラシック, UK: UKオープン, PR: プレミア・リーグ・ダーツ, GS: グランド・スラム・オブ・ダーツ, EU: ヨーロピアン・チャンピオンシップ, CLD: チャンピオンシップ・リーグ・ダーツ, PCF: プレイヤーズ・チャンピオンシップ・ファイナルズ

## 世界選手権の結果

### BDO
- 1991年: 優勝 (6 - 0 エリック・ブリストウに勝利)
- 1992年: 第2ラウンド (2 - 3 アラン・ウォリナー＝リトルに敗北)
- 1993年: 第2ラウンド (1 - 3 スティーブ・ビートンに敗北)

### PDC
- 1994年: 優勝 (6 - 1 フィル・テイラーに勝利)
- 1995年: グループステージ (0 - 3 ジョン・ロウに敗北; 3 - 2 ジョッキー・ウィルソンに勝利)
- 1996年: 準優勝 (4 - 6 フィル・テイラーに敗北)
- 1997年: 準優勝 (3 - 6 フィル・テイラーに敗北)
- 1998年: 準優勝 (0 - 6 フィル・テイラーに敗北)
- 1999年: 第1ラウンド (0 - 3 ジョン・フェレルに敗北)
- 2000年: 準優勝 (3 - 7 フィル・テイラーに敗北)
- 2001年: 第1ラウンド (2 - 3 キース・デラーに敗北)
- 2002年: 準々決勝 (2 - 6 デイブ・アスキューに敗北)
- 2003年: 第2ラウンド (1 - 4 デニス・スミスに敗北)
- 2004年: 第4ラウンド (1 - 4 フィル・テイラーに敗北)
- 2005年: 第4ラウンド (0 - 4 フィル・テイラーに敗北)
- 2006年: 第2ラウンド (2 - 4 エイドリアン・ルイスに敗北)
- 2007年: 第3ラウンド (1 - 4 アンディ・ハミルトンに敗北)
- 2008年: 第1ラウンド (1 - 3 スティーブ・メイシュに敗北)
- 2009年: 第3ラウンド (2 - 4 ポール・ニコルソンに敗北)
- 2010年: 第1ラウンド (2 - 3 ケビン・マクダインに敗北)
- 2011年: 第2ラウンド (2 - 4 ゲイリー・アンダーソンに敗北)
- 2013年: 第1ラウンド (1 - 3 ロニー・バクスターに敗北)